# マット・ミルズ
マット・ミルズ（Matt Mills 、1986年7月14日 - ）は、イングランド・スウィンドン出身の元プロサッカー選手。現役時代のポジションはDF。

## 経歴

### 代表
U-18とU-19イングランド代表歴がある。2005年のUEFA U-19欧州選手権では中心メンバーとして準優勝に貢献した。
U-21でも招集されているが、出場歴はない。

## 人物
女優のエマ・リグビーと一時交際していたが、破局した。2014年、元サッカースコットランド代表のマット・エリオットの娘と結婚した。娘が一人いる。

## 所属クラブ
ユース
- スウィンドン・タウンFC
- サウサンプトンFC 1999-2003

プロ
- サウサンプトンFC 2003-2006

→コヴェントリー・シティFC 2004 (loan)
→AFCボーンマス 2005 (loan)
- マンチェスター・シティFC 2006-2008

→コルチェスター・ユナイテッドFC 2007 (loan)
→ドンカスター・ローヴァーズFC 2007 (loan)
→ドンカスター・ローヴァーズFC 2008 (loan)
- ドンカスター・ローヴァーズFC 2008-2009
- レディングFC 2009-2011
- レスター・シティFC 2011-2012
- ボルトン・ワンダラーズFC 2012-2015
- ノッティンガム・フォレストFC 2015-2018
- バーンズリーFC 2018
- FCプネー・シティ 2018-2019
- フォレストグリーン・ローヴァーズFC 2019-2020

## 代表歴
- イングランドU-18
- イングランドU-19
  - UEFA U-19欧州選手権2005